# Három a kislány

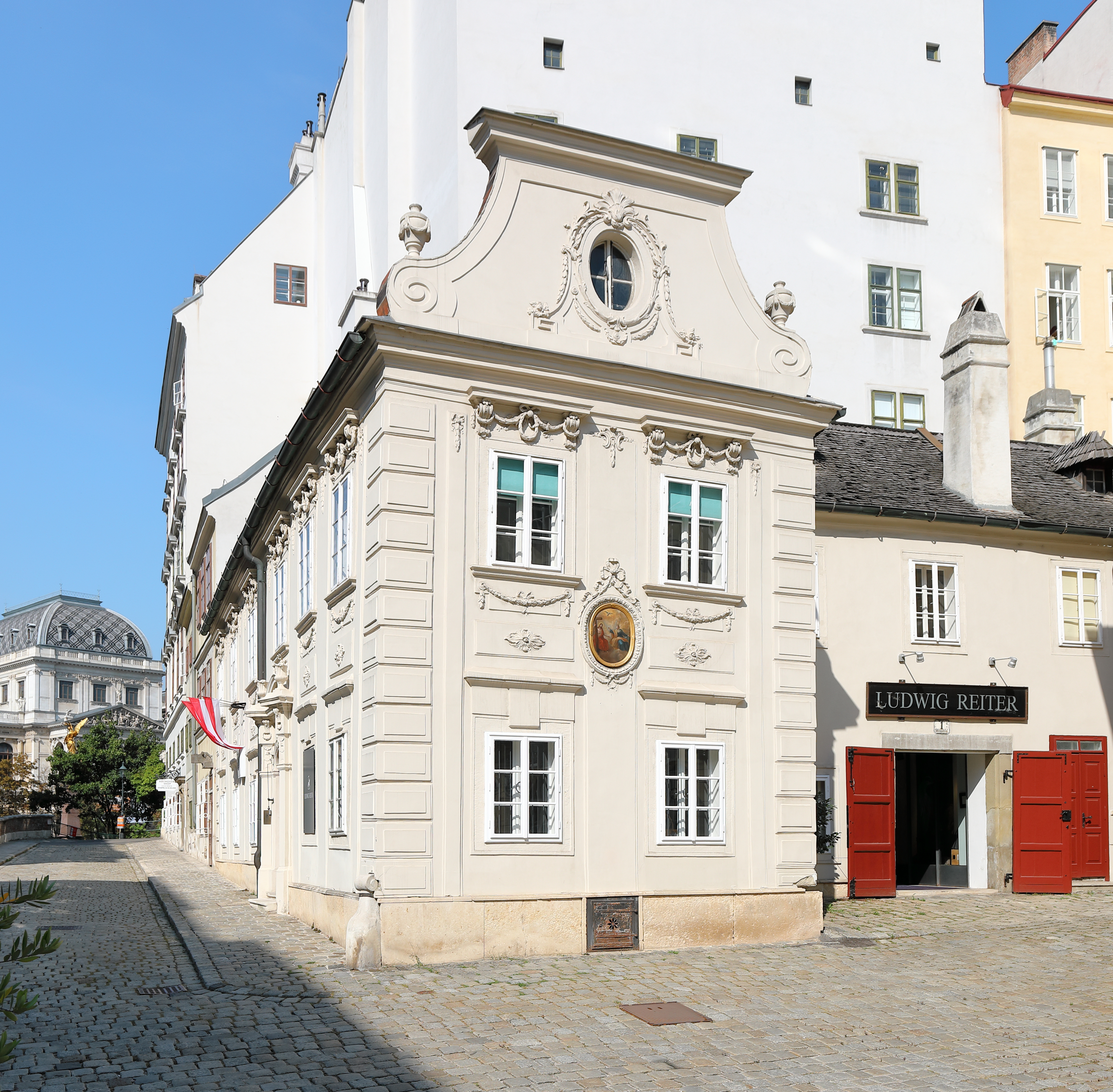
A bécsi Schreyvogelgasse 10. A szerzők ide helyezték az operett cselekményét, bár az épület nem kötődik Franz Schuberthez

A Három a kislány (németül Das Dreimäderlhaus) romantikus daljáték három felvonásban, négy képben. Zenéjét Berté Henrik állította össze Franz Schubert műveiből, szövegét Alfred Maria Willner és Heinz Reichert írta. Ősbemutatója 1916. január 15-én volt a bécsi Raimundtheaterben. Három hónap múlva (április 19.) volt a 100., december 13-án a 300. előadás. Magyarországon a budapesti Vígszínház mutatta be 1916. április 23-án, Schubert szerepében a kölcsönzött Környei Bélával, az első rendezés 151 előadást ért meg, 1922-ben felújították.

## A mű keletkezése
Berté Henrik (1857–1924), a magyarországi születésű bécsi operettkomponista az 1911-ben megkapott librettóból előbb önálló művet komponált, de nem talált olyan színházat, amelyik ebben a formában bemutatta volna, ezért úgy döntött, hogy Schubert dalaiból és hangszeres műveiből állítja össze a (második) Három a kislány zenéjét. A halhatatlan dallamok összeszövése, rendkívül ügyes színpadi felhasználása avatott kezű, jó muzsikusra vall. A darab sikerén felbuzdulva 1917-ben újabb Schubert-feldolgozást készített Tavasz és szerelem (Lenz und Liebe) címmel, de ezzel – mint a „folytatásos” művekkel lenni szokott – nem volt sikere.
Schubert profilja mögött a régi Bécs elevenedik meg, a boldog város, melynek hajdanán Haydn, Mozart, Beethoven, most pedig Schubert muzsikál. Kissé felszínes a librettó – nem mélyebb és nem is akar mélyebb lenni, mint egy operett-történet –, nem elemzi a polgárváros viszonyait, társadalmát, szellemi mozgalmait; beéri egy egyszerű igazság hangoztatásával: Tschölléknek, a Médiknek, Hédiknek, Édiknek, Bindereknek, Brunédereknek megadatott a polgári boldogság, Schubertnak pedig mindebből semmi sem jutott.

## Szereplők

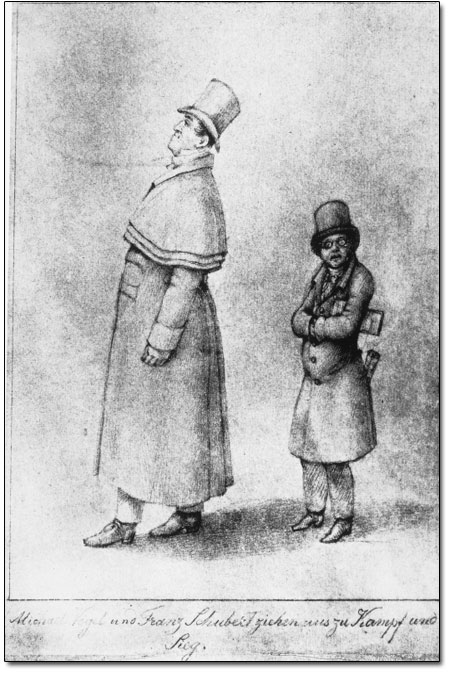
Az igazi Schober rajza „harcba induló” barátairól, Voglról (balra) és Schubertről. A kép jól adja vissza kettejük alkati különbségét

- Schubert Ferenc (tenor) • [valódi személy: Franz Seraph Peter Schubert (1797–1828) osztrák zeneszerző]
- Schober, költő (bariton) • [valódi személy: Franz von Schober (1796–1882) Svédországban született osztrák költő, színész, hivatalnok]
- Schwind, festő (bariton) • [valódi személy: Moritz von Schwind (1804–1871) festő, grafikus]
- Gumpelwieser, rajzoló (basszus) • [valódi személy: Leopold Kupelwieser (1796–1862) festőművész, oltárképei több magyar templomban, pl. a józsefvárosi Szent Józsefben megtalálhatók]
- Vogl, operaénekes (tenor) • [valódi személy: Johann Michael Vogl (1768–1840) operaénekes, színész, rendező, Schubert dalainak első jelentős énekese]
- Scharntorff, dán követ
- Tschöll Keresztély, üvegfestő mester
- Tschöllné (szoprán)
- Édi, leánya (szoprán)
- Hédi, leánya (szoprán)
- Médi, leánya (szoprán)
- Grisi Lucia, udvari énekesnő (szoprán)
- Brunéder A., nyergesmester (bariton)
- Binder Nándor, postahivatalnok (tenor)
- Novotny, titkosrendőr
- Karmester
- Első utcai énekes (tenor)
- Második utcai énekes (tenor)
- Sáni, pikkoló
- Házmesterné
- Brametzberger, vendéglős
- Wéberné
- Első lakó
- Második lakó
- Postás
- Pincér
- lakók, zenészek, énekes-gyerekek, vendégek, az utca népe, fiákeresek, mesterlegények, varrólányok, munkások, dunai matrózok

## Hangszerelés
[A Magyar Állami Operaház Polgár Tibornak az alábbitól eltérő hangszerelésében játszotta]
2 fuvola, 2 oboa, 2 klarinét, 2 fagott, 4 kürt, 2 trombita, 3 harsona, ütősök (két játékos), 1 hárfa, vonósok